# Dendrocalamus sericeus
Dendrocalamus sericeus är en gräsart som beskrevs av William Munro. Dendrocalamus sericeus ingår i släktet Dendrocalamus och familjen gräs. Inga underarter finns listade i Catalogue of Life.